# Trachypus laetus
Trachypus laetus là một loài rêu trong họ Trachypodaceae. Loài này được (Renauld & Cardot) M. Fleisch. mô tả khoa học đầu tiên năm 1906.